# Aphis psammophila
Aphis psammophila är en insektsart. Aphis psammophila ingår i släktet Aphis och familjen långrörsbladlöss. Inga underarter finns listade i Catalogue of Life.